# Élections cantonales de 1922 en Guadeloupe
Les élections cantonales ont eu lieu pour le premier tour le 18 juin et pour le second tour le 25 juin dans la colonie de la Guadeloupe.
Ce conseil général colonial dispose de compétences, notamment financière, plus étendues qu'un Conseil général de métropole.

## Mode de scrutin
Les trente-six conseillers généraux de la colonie de la Guadeloupe sont élus au suffrage universel masculin, dans le cadre de onze cantons. Ils sont renouvelés normalement par moitié tous les trois ans, mais les scrutins de 1916 et 1919 ont été reportés en 1920, à cause de la Première Guerre mondiale. 
En 1922 reprend le renouvellement "normal" des cantons élu en 1910. 
Le mode d'élection choisit est le scrutin majoritaire plurinominal à deux tours :
- au premier il faut obtenir la majorité des voix plus une et au moins un quart du votes des inscrits sur les listes électorales ;
- au second tour (ballottage) le (ou les) candidat(s) avec le plus de voix est élu.

### Répartition des conseillers
- La circonscription d'élection est le canton, les trente-six sièges étant répartis proportionnellement à la population des cantons.

| Pointe-à-Pitre | 9 1 |  |  |
| Le Moule       | 4   |  |  |
| Marie-Galante  | 3   |  |  |
| Saint-François | 1   |  |  |
| Saint-Martin   | 1   |  |  |
|                |     |  |  |
| Total          | 18  |  |  |

## Arrondissement de Basse-Terre

### Canton de Marie-Galante
- Trois conseillers sont à élire.

| Candidats | Candidats           | Étiquette | Premier tour | Premier tour |
| Candidats | Candidats           | Étiquette | Voix         | %            |
| --------- | ------------------- | --------- | ------------ | ------------ |
|           | Émile Bambuck *     |           | 2 493        | 95,55        |
|           | Gabriel Badé        |           | 2 338        | 89,61        |
|           | Ernest Bastareaud * | Soc ind   | 2 194        | 84,09        |
|           | Adolphe Bluel *     |           | 300          | 11,50        |
|           | Nicolas Défaut      |           | 133          | 5,10         |
|           | Raphaël Jerpan      |           | 129          | 4,94         |
|           | Furcie Tirolien     |           | 37           | 1,42         |
|           |                     |           |              |              |
| Inscrits  | Inscrits            | Inscrits  | 4 783        | 100,00       |
| Votants   | Votants             | Votants   | 2 609        | 54,55        |
| Exprimés  |                     |           |              |              |

*sortant

### Canton de Saint-Martin
- Un conseiller est à élire.

| Candidats | Candidats                | Étiquette | Premier tour | Premier tour |
| Candidats | Candidats                | Étiquette | Voix         | %            |
| --------- | ------------------------ | --------- | ------------ | ------------ |
|           | Louis-Emmanuel Fleming * |           | 378          | 100,00       |
|           |                          |           |              |              |
| Inscrits  | Inscrits                 | Inscrits  | 1 026        | 100,00       |
| Votants   | Votants                  | Votants   | 37           | 36,84        |
| Exprimés  |                          |           |              |              |

*sortant

## Arrondissement de Pointe-à-Pitre

### Canton de Pointe-à-Pitre
- Neuf conseillers sont à élire.

| Candidats | Candidats               | Étiquette          | Premier tour | Premier tour |
| Candidats | Candidats               | Étiquette          | Voix         | %            |
| --------- | ----------------------- | ------------------ | ------------ | ------------ |
|           | Camille Dain *          | Radical            | 3 666        | 78,65        |
|           | Jacques Gama            | Radical            | 3 664        | '78,71       |
|           | André Questel           | Radical            | 3 657        | 78,56        |
|           | Gaston Ballet           | Radical            | 3 656        | 78,54        |
|           | Armand Jean-François    | Radical            | 3 652        | 78,45        |
|           | Michel Tacita           | Radical            | 3 651        | 78,43        |
|           | Lubin Tirolien *        | Radical            | 3 647        | 78,35        |
|           | Hildevert-Adolphe Lara  | SFIO               | 3 639        | 78,17        |
|           | William Mélesse         | Radical            | 3 632        | 78,02        |
|           | Th. Lindor              | Radical-socialiste | 1 301        | 27,95        |
|           | Achille René-Boisneuf * | Radical-socialiste | 1 108        | 23,80        |
|           | Séraphin Adélaïde *     | Radical-socialiste | 1 021        | 21,93        |
|           | Jean-Justin Archimède * | Radical-socialiste | 1 013        | 21,76        |
|           | Monduc                  | Radical-socialiste | 1 005        | 21,59        |
|           | Nérée Paladine *        | Radical-socialiste | 1 001        | 21,50        |
|           | Noël Bambuck            | Radical-socialiste | 997          | 21,42        |
|           | Saint-Éloi Gourdin      | Radical-socialiste | 984          | 21,14        |
|           | Amédée Barboteau *      | Radical-socialiste | 965          | 20,73        |
|           | Hégésippe Légitimus     | FSAG               | 241          | 5,18         |
|           | H. Garbin               | FSAG               | 228          | 4,90         |
|           | G. Baguio               | FSAG               | 225          | 4,83         |
|           | E. Laventure            | FSAG               | 219          | 4,71         |
|           |                         |                    |              |              |
| Inscrits  | Inscrits                | Inscrits           | 11 535       | 100,00       |
| Votants   | Votants                 | Votants            | 4 655        | 40,36        |
| Exprimés  |                         |                    |              |              |

*sortant

### Canton du Moule
- Quatre conseillers sont à élire.

| Candidats | Candidats               | Étiquette          | Premier tour | Premier tour |
| Candidats | Candidats               | Étiquette          | Voix         | %            |
| --------- | ----------------------- | ------------------ | ------------ | ------------ |
|           | Emmanuel Daubé          | Soc ind.           | 1 545        | 65,49        |
|           | André Bosc              | Soc ind.           | 1 532        | 64,94        |
|           | Robert Paulin           | Soc ind.           | 1 530        | 64,86        |
|           | Eugène Graëve *         | ex Rad-soc         | 1 526        | 64,69        |
|           | Achille René-Boisneuf * | Radical-socialiste | 730          | 30,95        |
|           | Hubert Jean-Jouis       | Radical-socialiste | 725          | 30,73        |
|           | Charles Romana *        | Radical-socialiste | 724          | 30,69        |
|           | Paul-Émilien Cita       | Radical-socialiste | 714          | 30,27        |
|           | Argilon                 |                    | 89           | 3,77         |
|           | Hégésippe Légitimus     | FSAG               | 85           | 3,60         |
|           | A. Sandy                |                    | 10           | 0,42         |
|           | Brulefais               |                    | 1            | 0,04         |
|           |                         |                    |              |              |
| Inscrits  | Inscrits                | Inscrits           | 5 831        | 100,00       |
| Votants   | Votants                 | Votants            | 2 359        | 40,46        |
| Exprimés  |                         |                    |              |              |

*sortant

### Canton de Saint-François
- Un seul conseiller est à élire.

| Candidats | Candidats        | Étiquette     | Premier tour | Premier tour |
| Candidats | Candidats        | Étiquette     | Voix         | %            |
| --------- | ---------------- | ------------- | ------------ | ------------ |
|           | Amédée Pauvert * | Réactionnaire | 422          | 92,75        |
|           | Hector Moffen    |               | 27           | 5,93         |
|           | Paul Berchel     |               | 1            | 0,22         |
|           |                  |               |              |              |
| Inscrits  | Inscrits         | Inscrits      | 1 318        | 100,00       |
| Votants   | Votants          | Votants       | 455          | 34,52        |
| Exprimés  |                  |               |              |              |

*sortant